# شو أوكوبو
شو أوكوبو (باليابانية: 大久保 翔) (2 أبريل 1988 في كاناغاوا في اليابان – )؛ هو لاعب كرة قدم سابق كان يلعب كلاعب وسط.